# Herbert Tengelmann
Herbert F. W. Tengelmann (* 1. Mai 1896 in Bickern; † 22. Februar 1959) war ein deutscher Jurist, Kaufmann und Industrieller der Textilindustrie. In der NS-Zeit wurde er zum Leiter der Deutschen Bekleidungsindustrie ernannt. Beim Reichsministerium für Bewaffnung und Munition wurde er Produktionsbeauftragter für Bekleidung und Rauchwaren. Es folgte weiterhin seine Ernennung zum Wehrwirtschaftsführer. Als erster Produzent von Bekleidungsstücken führte er in Deutschland die Fließfertigung ein.
- Hinweis: Herbert Tengelmann steht nicht in Verbindung mit der Firma Kaiser’s Tengelmann.

## Leben

### Ausbildung, Studium und berufliche Laufbahn
Als Sohn des Generaldirektors der Essener Steinkohlenbergwerke Ernst Tengelmann und seiner Ehefrau Luise Romberg besuchte Herbert Tengelmann von 1902 bis 1906 die Volksschule in Essen. Danach absolvierte er von 1906 bis zum Jahr 1914 das städtische Realgymnasium Essen. Im Ersten Weltkrieg diente er ab dem 4. August 1914 im Königlich Preußischen Eisenbahn-Regiment Nr. 3 in Hanau. Die Kriegseinsätze führten ihn ab September 1914 an die Fronten in Belgien und Frankreich. Später kamen Abordnungen nach Galizien, im Süden von Polen, nach Lettland und Litauen. Ab Ende 1916 wechselte er zu den Fliegern als Flugbeobachter in die Feldflieger-Abteilung 9. Danach kam er zur 11. Staffel des Bombengeschwaders 2. Im Jahre 1917 wurde er zur Fliegerschule bei Breslau versetzt. Im Jahre 1918 endete für ihn der Kriegseinsatz als Oberleutnant.
Tengelmann begann von 1918 bis 1920 ein Studium der Rechtswissenschaften in Berlin und Münster. Ab 1920 nahm er eine kaufmännische Ausbildung bei der Aktiengesellschaft für Lokomotivbau Hohenzollern in Düsseldorf als Volontär auf. Danach ging er zur Sekuritas AG in Bochum. Es folgte eine Tätigkeit bei der Westlignose AG in Büchen bei Hamburg. Im Jahre 1921 wurde er Prokurist bei der Gewerkschaft Marie-Luise in Essen und heiratete Martha Rehbock. Im folgenden Jahr gründete er die Handelsgesellschaft Westfalen mbH in Essen, die aus der Gewerkschaft Marie-Luise hervorging. Die Firma gehörte zum Familienunternehmen Tengelmann & Co. GmbH.
Zum selbständigen Kaufmann wurde Tengelmann am 1. Juni 1922. Weitere zwei Semester der Rechtswissenschaften studierte er im Jahre 1927 an der Universität Bonn und legte am 1. Juli 1928 das erste Staatsexamen ab. Danach übernahm er die Textilfirma Alfermann u. Söhne in Herford. Es folgte der Kauf der Firma Carl Hoth, die ebenfalls in Herford tätig war. Die Werke wurden zusammengeführt als Vereinigte Kleiderwerke. Als sich die Gelegenheit bot, übernahm er im Jahre 1929 die Firma Hans Bäumler AG in München, die Lodenmäntel herstellte.
Als die Berliner Firma Bernward Leineweber im Zuge der Weltwirtschaftskrise in Schwierigkeiten geriet, kaufte er diese im Jahre 1931 auf und verlagerte die Produktion im Jahre 1932 nach Herford. Nach der Umorganisation seiner Betriebe, die auch die Fertigung betraf, wurde der Name Leineweber in Herford übernommen. In der Fertigung von Bekleidungsstücken löste er das herkömmliche Prinzip der Werkstattfertigung durch die Einführung des Fließbandes ab. Weiterhin baute er ein Labor mit neuartigen Prüfgeräten zum Prüfen von Textilien auf. Im sozialen Bereich richtete er ein Erholungsheim für die Belegschaft ein und bot ihr eine Lebensversicherung an.

### Zeit des Nationalsozialismus
Nach der „Machtergreifung“ durch die Nationalsozialisten im Januar 1933 trat er im Mai 1933 der NSDAP (Mitgliedsnummer 1.506.207) bei und wurde später Förderndes Mitglied der SS. Noch im Jahre 1933 wurde er Leiter des neuen Reichsverbandes der Bekleidungsindustrie und Vorsitzender vom Reichsbund des Texttileinzelhandels. Diese Einrichtungen waren integriert in der Reichsgruppe Industrie (RI) bzw. der Reichsgruppe Handel (RH). In der RI, Hauptgruppe VI, leitete er im Jahre 1936 die Wirtschaftsgruppe Bekleidungsindustrie mit Sitz in Berlin W 62, Kielganstraße 1. Der Geschäftsführer war der Kaufmann Otto Jung.
Später gehörte Tengelmann dem Großen Beirat der RI an. In der RH leitete er 1936 in der Wirtschaftsgruppe Einzelhandel die Fachgruppe Textil-Einzelhandel.
Am 18. Juli 1940 tagte der Große Beirat der RI, wobei Tengelmann mit namhaften Leitern der deutschen Industrie zusammentraf wie Wilhelm Zangen, Rudolf Stahl, Rudolf Bingel, Georg von Schnitzler, Gottfried Dierig, Philipp F. Reemtsma, Helmut Poensgen und Hermann Schmitz. Auf dieser Tagung sollten Richtlinien zur „künftigen Stellung des Unternehmers“ und zur „künftigen Lohnpolitik“ festgelegt werden. In einer Denkschrift für das Reichsarbeitsministerium wurde als Ergebnis der Beratung auf die „nach dem siegreichen Kriege zu erwartende europäische Großraumwirtschaft unter Führung des Großdeutschen Reiches … Probleme politischer, wirtschaftlicher und sozialer Art“ hingewiesen.

Logo ADEFA

Als im Mai 1933 die Arbeitsgemeinschaft deutsch-arischer Fabrikanten der Bekleidungsindustrie (ADEFA) in Berlin gegründet wurde, gehörte er zu den Mitbegründern. Zwischen der ADEFA und der Wirtschaftsgruppe Bekleidungsindustrie bestand eine personelle Verflechtung. Weiterhin hatten beide Einrichtungen den gleichen Sitz in Berlin.
Am 20. Januar 1938 wurde die Arbeitsgemeinschaft deutscher Unternehmen der Spinnstoff-, Bekleidungs- und Lederwirtschaft (ADEBE) gegründet. Während Otto Jung zum Direktor der ADEBE ernannt wurde, führte Tengelmann die Untergruppe Bekleidung.
Als Kurt Schmitt Ende Juni 1933 aus der IHK Berlin ausschied, wurde Tengelmann einer der Vizepräsidenten. In der Kammer leitete er den Fachausschuss Oberbekleidung und den Fachausschuss Textilindustrie jeweils als Vorsitzender. In der Wirtschaftskammer Berlin-Brandenburg gehörte er 1937 dem engeren Beirat an und leitete die Handelsabteilung.
Als die IHK am 7. Februar 1934 die Satzung zur Gründung eines Einzelhandelsamts verabschiedete, wurde Tengelmann zum Vorsitzenden und Präsidenten des Amtes ernannt, das er gemeinsam mit dem Präsidenten des Provinzialausschusses des Regierungsbezirks Potsdam Karl Gelpcke am 19. Juni 1934 in der Öffentlichkeit vorstellte. Damit stand Tengelmann an der Spitze der handelskammerlichen Vertretung der Berliner Einzelhändler und der Minderkaufleute.
Im Zuge der Vereinheitlichung der Lehrverhältnisse durch das NS-Regime gründete die IHK Berlin im Jahre 1934 den Hauptausschuß für kaufmännische Berufserziehung, der 1936 in ein Prüfungsamt für Kaufmannsgehilfeprüfungen umgewandelt wurde. Tengelmann wurde Leiter dieses Amtes und unterbreitete dazu schriftliche Vorschläge zur Anpassung der Ausbildung des kaufmännischen Nachwuchses an die Erfordernisse der modernen Wirtschaft. Im Dezember 1933 trat die IHK Berlin geschlossen der Deutschen Arbeitsfront (DAF) bei. Da Tengelmann Ehrenamtlicher Richter beim obersten Ehren- und Disziplinarhof der Deutschen Arbeitsfront war, ergab sich dadurch eine Beziehung der IHK Berlin zur DAF.
1936 warf Tengelmann in seinem Beitrag zur Organisation der gewerblichen Wirtschaft den Vertretern der Wirtschaftskammern vor, sie wären keine vollwertigen Vertreter des Einzelhandels, weil ihre Funktionsträger zu sehr mit der Schreibtischarbeit beschäftigt sein würden. Er forderte deshalb eine größere, gesetzlich festzuschreibende Selbstständigkeit der Abteilungen und Unterabteilungen. Diese Vorwürfe führten in Kreisen der Industrie- und Handelskammern zu entschiedenen Protesten. So wollten die Vertreter der IHK Duisburg, der IHK Bielefeld und der IHK Bochum/Dortmund dagegen öffentlich Stellung beziehen, aber sie waren für eine öffentliche Stellungnahme zu schwach.
Die Bedeutung Tengelmanns in der deutschen Wirtschaft wurde 1938 deutlich, als es vor dem Ehrengericht der Wirtschaftskammer Berlin-Brandenburg zu einem Ehrengerichtsverfahren gegen den Direktor der Deutschen Ammoniak-Verkaufvereinigung GmbH Bochum, Oskar Ruperti, kam. Vor Beginn des Verfahrens konnte Tengelmann zwischen den Kontrahenten vermitteln und den Streit im November 1938 gütlich beenden.
Ende September 1933 ging das Deutsche Mode-Institut (DMI) in Berlin durch Umbenennung aus dem Deutschen Modeamt hervor. Diese Initiative ging vom Reichsministerium für Volksaufklärung und Propaganda aus. Tengelmann wurde spätestens im Jahre 1935 durch die Unterstützung von Joseph Goebbels zum Präsidenten des DMI ernannt, danach trat im Dezember des Jahres 1938 Hans Croon dieses Amt an. Ernannt wurde Croon im April 1938 als Präsident des DMI. Obwohl also Tengelmann im April 1938 seiner Ablösung entgegensehen konnte, blieb er selbst im Dezember 1938 noch voll als Präsident des DMI tätig. Aber auch dann wollte er Croon nur als seinen Stellvertreter akzeptieren. Erst mit einer neuen Satzung konnte Croon das Präsidentenamt übernehmen.
Anlässlich der Gründung der Zentrallagergemeinschaft für Bekleidung in Berlin im zweiten Halbjahr 1941 war neben der Bekleidungs-Handelsgesellschaft AG die Kleiderfabrik Josef Neckermann der zweite Gesellschafter. Josef Neckermann leitete persönlich die ZLG als Geschäftsführer. Wegen der bedeutenden Stellung von Tengelmann in der deutschen Bekleidungsindustrie nahm er, als Werner Hagemann aus der ZLG ausschied, als Vorsitzender des Verwaltungsrats in der ZLG die entsprechenden Aufgaben wahr.
Die Erfolgsentwicklung der ZLG wurde anfangs sehr kritisch beurteilt, aber Tengelmann unterstützte Neckermann tatkräftig. Im Sitzungsbericht des Verwaltungsrats der ZLG vom 8. Dezember 1943 schrieb Tengelmann die Erfolge der ZLG vor allem dem persönlichen Einsatz des Geschäftsführers Neckermann zu. Nach 1945 wurden die guten Beziehungen Neckermanns zu Tengelmann nach Aussage von Neckermanns Sekretärin Gerda Singer offensichtlich nicht fortgesetzt.

### Feindvermögen und „Arisierung“
Am 18. Juli 1938 wurde von Tengelmann und Heinrich Hinken aus Herford im Rahmen der „Arisierung“ jüdischer Betriebe in Breslau die Awebe – AG für Webwaren und Bekleidung übereignet.
Die im Jahre 1911 in Wien gegründete Firma Gerngross AG war in den 1930er Jahren eines der größten Warenhäuser Österreichs, welches mit Stoffen aller Art und verschiedenen Bekleidungsartikeln und sonstigen haushaltsüblichen Textilwaren handelte. Da die Firma sich im jüdischen Familieneigentum befand, wurde sie nach dem Anschluss Österreichs im Jahre 1938 der „Arisierung“ unterworfen. Deutsche Vertreter von verschiedenen Firmen wollten die Gerngross AG aufkaufen. Auch Tengelmann bewarb sich in einem Schreiben vom 22. September 1938 bei dem Gauwirtschaftsberater Otto Jung um die Übernahme, allerdings erfolglos.
In den 1920er Jahren hatte der jüdische Kaufmann Jakob Michael die Köster AG als Versandwarenhaus gegründet. Vor der Machtergreifung der Nationalsozialisten flüchtete er nach Holland und von da in die USA. In New York verkaufte er das Unternehmen im Mai 1933 an einen US-amerikanischen Rechtsanwalt. Nach der Kriegserklärung des NS-Regimes an die USA wurde die Köster AG als Feindvermögen betrachtet und der Feindvermögensverwaltung unterworfen. Spätestens im Jahre 1941 wurde Tengelmann mit der Verwaltung der Firma beauftragt.
Unter seiner Aufsicht wurde der Sitz der Leitung der Firma von Hamburg nach Berlin verlagert. Ende 1938 erhielt die Firma ihren Namen Köster AG. In Stettin bestand eine Zweigfirma als Emil Köster AG, Abteilung Herrenkleider-Fabrik. Die Zweigniederlassung bestand in Hamburg weiter. Im Jahre 1940 erwarb die Firma die Hackeschen Höfe. Bei weiteren Firmen erwarb die Köster AG ein Teilvermögen:
- Defaka Deutsches Familien-Kaufhaus GmbH, Berlin
- Defaka Eigen-Versicherungs-Gesellschaft mbH, Berlin.
- Bekleidungs-AG, Berlin
- AG für Anlagewerte, Berlin.
- L. Hecht & Co. GmbH i.L., Berlin
- "Gro-Te-Ge" Gesellschaft für Textilgroßhandel mbH

In den Niederlanden eignete sich die Köster AG durch Zwischenschaltung von anderen Tochterunternehmen wie der Warenhandelsgesellschaft AG mehrere jüdische Modebetriebe an. Das Kaufhaus Maison de Bonneterie im Zentrum von Amsterdam gehörte seit Ende 1941 zur Köster AG. Dabei wickelte die Dresdner Bank die finanziellen Angelegenheiten ab. In Wien konnte der Köster-Konzern die Riensch & Held GmbH erwerben. Diese Firma konnte Anteile des größten holländischen Kaufhauskonzerns De Bijenkorf aufkaufen. Über diese Beteiligung kam Tengelmann im November 1943 zu einem Sitz im Aufsichtsrat von De Bijenkorf. Einen Monat zuvor war der Kaufhauskonzern als deutsches Eigentum übernommen worden. Somit versuchte Tengelmann über den Aufsichtsrat des Konzerns, sein Geschäft in den Niederlanden auszudehnen.

### Nachkriegszeit
Im Jahre 1946 kam er für sechzehn Monate ins Internierungslager Recklinghausen-Hillerheide. Im Oktober 1948 erfolgte das Spruchkammerurteil zu seiner Entnazifizierung. Seine Besitzungen im Ostsektor wurden enteignet.
Doch schon im Jahre 1948 begann er eine neue Tätigkeit mit dem Bau einer Niederlassung in der Kantstraße an der Ecke zur Joachimstaler Straße, die im September 1950 eröffnet wurde. Ebenfalls 1948 eröffnete er eine Filiale in Bielefeld. In Hamburg eröffnete er im April 1950 das Sporthaus Ortlepp in Zusammenarbeit mit seiner Firma Leineweber. Im Februar 1951 folgte eine Filiale von Leineweber in der Schloßstraße in Berlin-Steglitz. In Mönchengladbach konnte er den Kauf der Kleiderfabriken Müller & Hager abschließen.

## Schriften
- Beitrag zur Organisation der gewerblichen Wirtschaft. Berlin 1936.

## Vorsitz im Aufsichtsrat

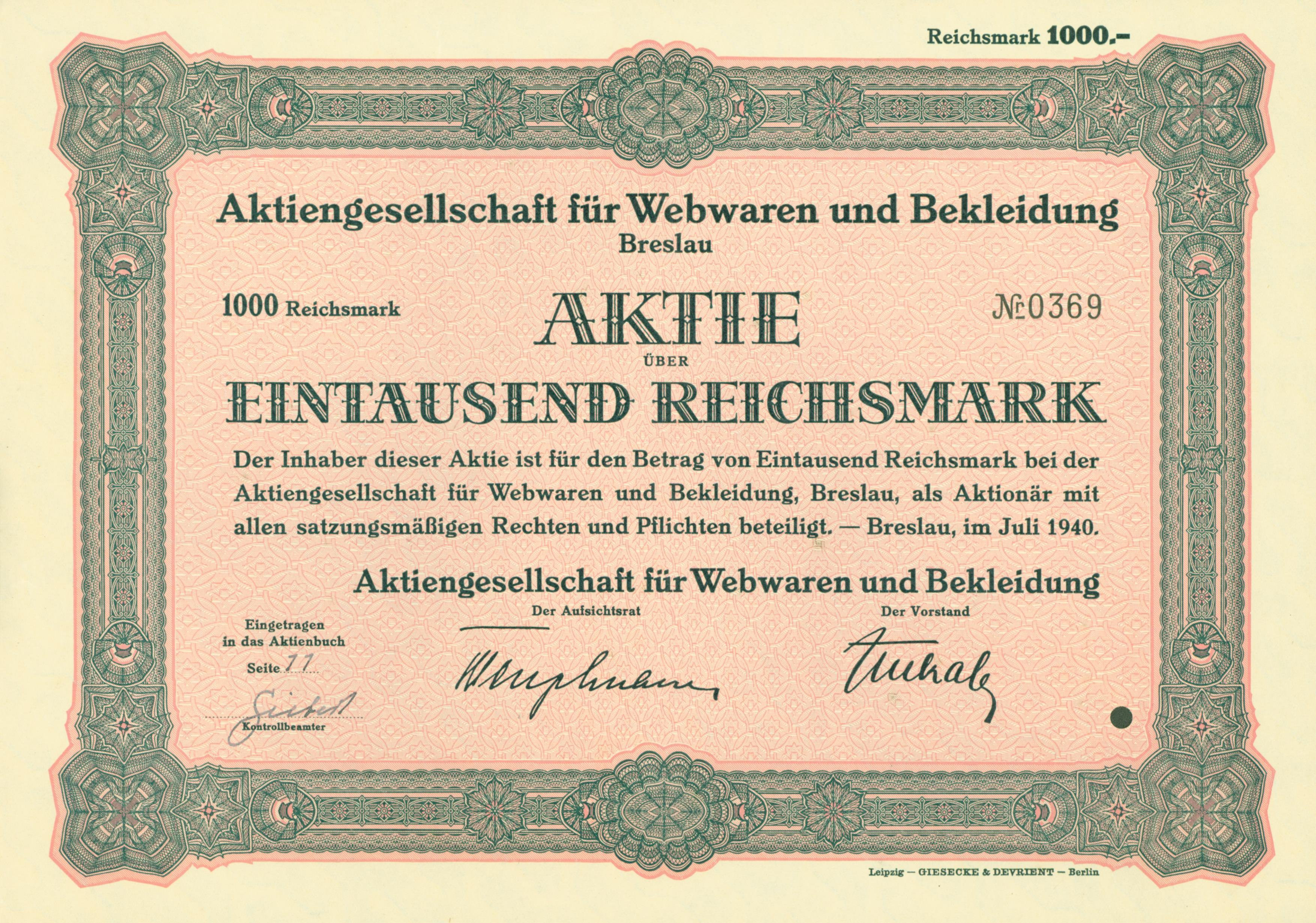
Aktie der AG für Webwaren und Bekleidung vom Juli 1940, signiert von Aufsichtsrat Tengelmann

- Vereinigte Kleiderwerke AG, Herford
- AG für Webwaren und Bekleidung, Breslau
- Interessengemeinschaft Deutscher Bekleidungsfachgeschäfte, Berlin
- Neue ABC-Waren-Kredit AG, Berlin
- Stellvertreter: Autogen Gasaccumulator AG, Berlin

## Geschäftsführer
- Aretz & Co. GmbH, Essen
- Handelsgesellschaft Westfalen GmbH, Essen
- Kohlenkontor Hildesheim GmbH, Hildesheim
- H. Strunk & Bartels GmbH, Bielefeld
- Tengelmann & Co. GmbH, Essen

## Mitglied
- 1939: Aufsichtsrat: Zentral-Textil-Gesellschaft mbH, Berlin
- 1942: Beirat von Berlin-Brandenburg der Deutschen Bank
- 1942: Ausschuss für GmbH-Recht in der Akademie für Deutsches Recht
- Aufsichtsrat: Deutsche Gesellschaft für öffentliche Arbeiten, Berlin
- Aufsichtsrat: Treuverkehr Deutsche Treuhand
- Wirtschaftsprüfungsgesellschaft Berlin
- Aufsichtsrat: Lozalit AG, Essen
- Aufsichtsrat: Adler-Farbenwerke & Chemische Fabrik AG, Essen
- Aufsichtsrat: AG für Baufinanzierungen, Essen
- Vorstand der Vereinigung Berliner Kaufleute und Industrieller
- 1956: Ehrenmitglied des Präsidiums des Bundesverbandes der Bekleidungsindustrie und des Bundesverbandes des Deutschen Textileinzelhandels[39]

## Auszeichnungen
- Eisernes Kreuz I. und II. Klasse
- Fliegerabzeichen